# Cristina Sigurdsdatter
Cristina Sigurdsdatter (en noruego: Kristin Sigurdsdatter; 1125-1178) fue una rincesa noruega, hija única del matrimonio de Sigurd el Cruzado y Malmfrid de Kiev.

## Biografía
Tras la muerte de su padre y el asesinato de su medio hermano Magnus IV, Cristina residió en la corte de sus primos los reyes Sigurd II e Inge I, quienes habían sido proclamados reyes en 1136 y habían sido rivales de Magnus IV.
Cristina se convirtió a la sazón en la amante de Sigurd II. Con este tuvo un hijo llamado Harald Sigurdsson (fallecido en 1172).
En 1155, después de la muerte de Sigurd II, Cristina se casó con Erling Skakke, uno de los principales apoyos del rey Inge I. En su matrimonio, la princesa dio a luz a dos hijos: Magnus (1156-1184), quien se convertiría en rey de Noruega en 1163, y Ragnhild, que se casaría en dos ocasiones con seguidores de su padre.
Cuando Inge I murió en combate contra Haakon Sigurdsson, Cristina y Erling encontraron apoyo en el arzobispo Øystein de Nidaros, quien lideraba la Iglesia en Noruega, y lograron que su hijo, Magnus Erlingsson, de cinco años, fuese reconocido como el único heredero legítimo de la corona, como nieto del rey Sigurd el Cruzado.
Su marido, Erling Skakke se hizo con el control del gobierno en calidad de regente, debido a la minoría de edad de Magnus. Harald, el otro hijo varón de Cristina, sería capturado y decapitado por órdenes de Erling en 1172, pues era visto como un potencial pretendiente al trono.
La princesa Cristina falleció en 1178.